# Renato Pengo
Renato Pengo (Padova, 31 ottobre 1943) è un pittore italiano, attivo dal 1966 nei linguaggi della pittura, della fotografia, dei video, installazioni e performance.

## Biografia
La sua formazione ha luogo all'Istituto d'arte, dove approfondisce le diverse tecniche e discipline artistiche. Nel 1969, in occasione della sua prima mostra personale, il celebre poeta e scrittore Diego Valeri lo presenta alla Galleria Traghetto di Venezia. Di questo periodo sono altre due importanti personali: alla Galleria Il Giorno di Milano e alla Galleria La Chiocciola di Padova.
Nella prima metà degli anni Settanta il lavoro di Pengo si discosta dalle premesse della formazione accademica e dell'espressività esistenzialistica aprendosi a nuove forme di sperimentazione. Strutture seriali rigorosamente cerebrali conducono all'essenza quasi totale del colore e alla registrazione ossessiva dei caratteri di una società alienante e programmata. Sulla scia di questa consapevolezza sperimenta linguaggi diversi: performance, happening, utilizzo del mezzo fotografico e di materiali industriali, interventi diretti sul sociale. Attento più alla autenticità dell'esperienza artistica, alla sua efficacia maieutica che al riscontro di mercato, partecipa in questi anni a due mostre nazionali: nel 1975 alla X Quadriennale di Roma, e nel 1976 alla mostra annuale della Fondazione Bevilacqua La Masa a Venezia. Nel 1970 vince il primo premio alla Decima Triveneta dei Giovani Artisti. Nel 1975 è tra i fondatori del gruppo "Azionecritica", la cui attività culturale si svolge nei quartieri di Padova, attraverso performance e murales, insieme all'Odin Teatret di Eugenio Barba. Nel frattempo diventa fondamentale per Pengo l'utilizzo della fotografia, sia come esperienza di analisi concettuale, che come nuova materia di intervento pittorico condotto manipolando le superfici emulsionate. Sono di questo periodo sia alcune personali a Salisburgo (Galleria Romanischer Keller), Villaco (An Der Stadtmauer), Rovigo (Accademia dei Concordi), che diverse collettive a Prato (Rassegna Internazionale Nuove Tendenze), e a Padova (Galleria Stevens, ¨Matrici e immagini¨), nonché l'attività di docente di fotografia.
Ma e´ a partire dai primi anni Ottanta che Pengo cerca altri percorsi, alfabeti interiori che rendono la sua ricerca sempre più complessa. Sono di questo periodo due grandi cicli pittorici: Itinerari dipinti dal tempo e Future archeologie, in mostra a Ferrara (Palazzo Massari), Amsterdam  (Istituto Italiano di Cultura), L'Aja (Galleria Van Voorst Van Beest) e a Padova nella Galleria Stevens e in Galleria Civica. Di questi stessi anni è la realizzazione di video fondati sulla decelerazione dell'immagine, con cui partecipa a numerose rassegne e manifestazioni nazionali e internazionali: Catodica (Roma), Ifduif (Lugano), Le arti del cinema (Verona), Festival Mondial do Minuto a San Paolo e al FilmFestival (Torino). Il carattere strenuamente autoriflessivo e le tematiche di stringente attualità che la ricerca di Pengo sviluppa, lo collocano in una posizione particolare nel panorama dell'arte contemporanea in Italia e in Europa.
A partire dagli anni Novanta, il suo interesse si focalizza anche sull'antropologia e la psicoanalisi. È di questo periodo la partecipazione a convegni quali Cosmogonie della mente (Padova, 1996) a cura di Luigi Pavan e Gian Piero Brunetta; L'énigme du visible (Parigi, 1998) a cura di Vanessa Delouya. Risale agli anni Novanta l'originale intuizione di Pengo che apre un nuovo orizzonte di conoscenza: lo ¨shock tecnologico¨, che secondo il celebre critico francese Pierre Restany, è l'espressione di una poetica che si sviluppa ¨nell'universo spirituale e immaginario, pregnante di vibrazioni e di energia cosmica in uno spazio che diventa il vuoto immateriale¨. Le più significative mostre in questi anni hanno luogo a Madrid, Tunisi, Parigi e New York. Verso la fine degli anni Novanta il lavoro si arricchisce di nuovi materiali: plexiglas, ardesia e ferro; mentre i colori dominanti sono il rosso vermiglio e il blu cobalto. Nel 1999, a Padova, nel Palazzo del Monte di Pietà, si svolge una sua importante personale: Percezioni mutanti (catalogo Electa).
Nel 2000 realizza un video-manifesto da cui nasce una scrittura non leggibile, pre-linguistica, costituita da segni figurativi e parole fuggitive. Di questo periodo sono anche due cicli importanti: Oltre il Titolo e Maree, presentati a Padova (Galleria Dante Vecchiato), Firenze (Palazzo Vecchio), Arezzo (Sala dei Grandi) e Ancona (Lazzaretto). Del 2002 è l'acquisizione di una grande opera al Museo d'arte dello Splendore di Giulianova. Nel 2004 una sua installazione multimediale ha luogo nella casa di Piero Della Francesca a Sansepolcro. Nel maggio 2008 si svolge al Museo Nazionale di Villa Pisani la mostra Traghettare il tempo, segue la personale Oltre al Net Center di Padova e a dicembre 2008 la mostra Oltre l'immagine presso il Museo Civico di Piazza del Santo a Padova.